# Baby (Dragon Ball)
Baby (ベビー?, Bebī) è uno degli antagonisti principali della serie televisiva anime Dragon Ball GT. È un parassita capace di entrare nei corpi altrui e di prenderne il controllo. Appartiene alla razza degli Tsufuru ed è stato creato con l'obiettivo di vendicarsi dei Saiyan (e quindi anche del protagonista Son Goku) e di ricostruire il suo pianeta d'origine, Plant. Entra nel corpo di Vegeta, diventando Baby Vegeta e aumentando incredibilmente la sua forza combattiva.

## Creazione
Nel corso della creazione di Dragon Ball GT, gli autori si posero subito il problema di creare un nuovo antagonista che potesse soddisfare i fan. Essendo difficile trovare dei nemici sulla Terra in grado di rivaleggiare con Goku, gli autori decisero di ideare un antagonista proveniente dallo spazio: Baby. Come tutti gli antagonisti di GT, anche Baby ha un'origine precedente alla storia di Dragon Ball. Gli autori, infatti, pensarono fosse una buona scelta sviluppare maggiormente degli antagonisti presenti in storie minori, piuttosto che inventarne dei nuovi. Nel caso di Baby, gli sceneggiatori ripresero la storia degli Tsufuru, antagonisti dei Saiyan, già introdotti nell'episodio 20 di Dragon Ball Z e nell'OAV Dragon Ball Z Gaiden: Saiyajin zetsumetsu keikaku.
Il design di Baby è stato curato da Katsuyoshi Nakatsuru. La sua intenzione era quella di dare vita a una silhouette distintiva, per questo ha optato per una forma della testa simile a un pompadour. Durante il processo di progettazione, Nakatsuru ha apportato modifiche a parti come i poggiaspalle, cercando di affinare il design complessivo del personaggio.

## Biografia

### Dragon Ball GT
Baby è stato concepito grazie al DNA del Re degli Tsufuru e viene spedito nello spazio prima della distruzione della sua razza da parte dei Saiyan. Gli scopi di Baby sono quelli di vendicarsi dei Saiyan assorbendone il potere per evolversi e diventare più forte e ricreare il pianeta Plant, suo luogo nativo. Per potersi evolvere del tutto, Baby crea il Dottor Mieu al quale affida il compito di assisterlo durante la sua crescita e di trasferirgli energia. Il corpo di Baby viene tenuto sotto stretta sorveglianza da Mieu sul pianeta M2.
Quando Goku, Trunks e Pan, giunti sul pianeta M2, si accorgono dell'immensa potenza di Baby, tentano di distruggerlo, ma lo Tsufuru si risveglia appena in tempo e li affronta. Baby viene comunque sconfitto, ma riesce a sopravvivere entrando nel corpo del Dottor Mieu. Successivamente, tenta un nuovo attacco ai Saiyan sul pianeta Vidal in cui riesce ad entrare nel corpo del dottore e in quello di Trunks, ma viene nuovamente sconfitto.
Ripresosi dalla precedente sconfitta, Baby raggiunge la Terra dove, dopo aver preso possesso dei corpi prima di Goten e poi di Gohan, riesce ad assorbire anche il potere del principe dei Saiyan, Vegeta. Dopodiché impianta nei corpi di tutti gli abitanti della Terra (ad eccezione di Goku, Mr. Satan, Majin Bu, Pan e Ub) le sue uova, attraverso cui riesce a controllarli.
Al ritorno di Goku sulla Terra, Baby, che utilizza il corpo di Vegeta come principale, lo affronta e riesco a sconfiggerlo. Successivamente, grazie all'energia donatagli da Goten, Gohan, Trunks e Bra, tutti ormai sotto il suo controllo, riesce a trasformarsi; non soddisfatto della potenza ottenuta, chiede ulteriore energia questa volta ai terrestri e si trasforma nuovamente, diventando ancora più forte. Poi chiede al drago Red Shenron di ripristinare Plant, che lo ribattezza come "Pianeta degli Tsufuru", su cui si trasferisce insieme ad una parte della popolazione terrestre. Qui affronta prima Ub e poi di nuovo Goku che riesce a metterlo per la prima volta in difficoltà dopo aver raggiunto lo stadio di Super Saiyan IV. Attraverso un generatore di onde Bluetz creato da Bulma (che sta al fianco di Baby poiché lui l'ha scelta come compagna), Baby si trasforma in Scimmione dorato per contrastare la forza di Goku ma viene comunque sconfitto dal Saiyan. Al momento di finirlo, Goku decide di non ucciderlo, perché morirebbe anche Vegeta, quindi taglia la coda allo Tsufuru, il quale torna alle sue precedenti sembianze. Baby, il cui corpo all'interno di Vegeta si era ingrandito in seguito alla trasformazione in Scimmione, è costretto ad abbandonare il corpo del principe dei Sayian, tentando poi di fuggire con una navicella. Tuttavia, Goku elimina definitivamente lo Tsufuru con una Kamehameha x10, facendo schiantare la navicella sul sole.

## Personalità
Baby si dimostra subito un essere furbo e malvagio, qualità che lo rendono un nemico molto temuto dai protagonisti. È stato creato con lo scopo di vendicare gli Tsufuru, sconfitti dai Saiyan, e ricostruire la sua razza scomparsa per poi conquistare l'intero universo. Il suo odio verso i Saiyan è molto forte, ma nonostante le ostilità, Baby rimane comunque affascinato dalle potenzialità della razza nemica, soprattutto dopo essere entrato nei corpi di Trunks, Goten, Gohan e Vegeta. Nonostante sia uno degli antagonisti più temuti della serie GT, Baby si comporta in alcune occasioni come un vero e proprio bambino: è incredibilmente infantile e immaturo, molto incline allo scherno e non sopporta quando qualcuno si burla di lui. Tuttavia, al di là del suo comportamento, Baby è comunque molto intelligente ed estremamente egoista; si crede superiore a tutti e non ha riguardo per la vita altrui, nemmeno per i suoi fedeli seguaci: ad esempio, in un'occasione, il parassita Tsufuru attacca i Saiyan da lui posseduti perché questi si erano intromessi nella battaglia tra lui e Ub.

## Abilità
Baby, oltre ad essere un abilissimo scienziato, dispone di alcune capacità innate: può impadronirsi dei corpi altrui, può rendere il suo corpo liquido e quindi rigenerare istantaneamente le ferite ed infine può uccidere il suo ospite dall'interno (avviene col Dottor Mieu) o sopravvivere a colpi che uccidono il corpo ospite (cosa che succede mentre possiede il Generale Lilde). Dopo aver posseduto una persona ed esserne uscito per assorbire altri ospiti, lascia dentro il corpo delle sue vittime un "uovo" (una piccola porzione di sé) che schiudendosi riesce ad intaccare le cellule del suo cervello dal quale gli obbediranno anche se si trova in un corpo altrui; in tal modo è capace di possedere la popolazione di un intero pianeta, facendo sì che tutti gli obbediscano alla lettera se impartisce un comando. I sudditi tuttavia, seppur rimangano fedelissimi al padrone, mantengono un certo grado di indipendenza: Bulma ad esempio decide di creare un macchinario e con esso sottoporre Baby ad un irraggiamento potenziante senza che lui le abbia chiesto di farlo. Quando entra nel corpo di una creatura potente, tuttavia, devono sussistere le condizioni perché ciò sia possibile:
1. L'individuo che vuole assorbire, deve avere almeno un buco o una ferita dal quale entrare (come ad esempio col Dottor Mieu entra dalle orecchie oppure in Trunks attraverso una ferita).
2. L'individuo che vuole assorbire deve sprigionare la massima potenza nel momento in cui vi entra, altrimenti l'individuo riesce a riemergere e ad espellerlo dal suo corpo usando tutta la sua forza (come avvenuto con Trunks)

## Trasformazioni
Di seguito vengono riportati gli stadi che Baby raggiunge nell'ordine cronologico in cui compaiono nella serie:

### Primo stadio
Embrione è il primo stadio dello Tsufuru, nonché il primo degli stadi di Baby apparsi nella serie. Appare come un alieno nanerottolo, dalla pelle liquida e viola, che inizialmente gattona per potersi muovere. In questo stadio, possiede un braccio destro incompleto, in quanto il processo del trasferimento di energia (che Baby riceveva dagli abitanti di altri pianeti) non era stato ancora completato al suo risveglio. In questa forma non possiede nessun livello combattivo.
Baby Trunks
in questa forma, Baby, ha preso possesso del corpo di Trunks sul pianeta Vidal. Egli non assume nessuna caratteristica fisica di Baby, però, dato che Trunks non aveva sprigionato tutta la sua energia, riesce ad espellere Baby dal suo corpo.

### Secondo stadio
Bambino è la forma di Baby al suo arrivo sulla Terra. Il suo aspetto cambia molto rispetto al primo stadio: diventa di colore blu, è più alto (ma pur sempre di dimensioni pari ad un bambino), ed ha delle sporgenze gialle sulle spalle. In questa forma, inoltre, è in grado di rivaleggiare con un Super Saiyan.
Baby Goten
Baby, dopo essere arrivato sulla terra, si scontra con Goten che gli scaglia contro una Kamehameha alla massima potenza dal quale riesce ad entrare dentro ed assorbire Goten da una ferita presente sul suo braccio.
Baby Gohan
Dopo aver preso possesso del corpo di Goten, Baby, riesce ad entrare anche nel corpo di Gohan attraverso delle ferite che si è procurato attraverso uno scontro tra i due.

### Baby Vegeta
Baby Vegeta (ベジータベビ?, Bejīta Bebī) è il risultato della possessione del corpo di Vegeta da parte di Baby. Baby cambia la fisionomia del corpo di Vegeta: sulla faccia e negli occhi compaiono delle linee rosse e i capelli da neri diventano grigi. In questo stadio, Baby può utilizzare alcune delle tecniche di Vegeta come il Big Bang Attack e il Final Flash.
Questo nuovo stadio subisce due nuove evoluzioni:
- Primo stadio di potenza[16], cioè lo stadio raggiunto da Baby dopo aver avuto le energie dei Saiyan, noto anche come Super Baby 1 o Super Baby Vegeta 1. L'aspetto del personaggio cambia: i capelli si allungano e sulle spalle spuntano delle strane sporgenze ossee[8].
- Secondo stadio di potenza[16], cioè lo stadio finale raggiunto da Baby dopo aver avuto le energie dei terrestri, noto anche come Super Baby 2 o Super Baby Vegeta 2. L'aspetto cambia ancora: i capelli rimangono bianchi ma si forma un piccolo ciuffo, mentre scompaiono le sopracciglia con conseguente aumento della sporgenza, apparente o reale, delle arcate sopraccigliari, che lo rende particolarmente truce (similmente al Super Saiyan III).[8] In questo stadio mostra per la prima volta una nuova tecnica: la Sfera letale della vendetta (Sfera di vendetta nel doppiaggio italiano dell'anime e Sfera Letale Vendicativa nelle traduzioni dei videogiochi fino ad Infinite World, divenuta poi Sfera vendica-morte in Dragon Ball Z: Extreme Butōden per Nintendo 3DS).[8] Questa tecnica consiste nel creare una gigantesca sfera simile alla Sfera Genkidama, ma di colore nero grazie all'energia raccolta dai sudditi di cui si è impossessato.[8]

### Baby Vegeta scimmia gigante
Baby Vegeta scimmia gigante (大猿ベビー?, Ōzaru Bebī) è lo stadio raggiunto da Baby Vegeta dopo essere stato colpito dalle onde Bluetz. In questa forma, Baby mantiene sempre il controllo e le capacità mentali del corpo ospite, in quanto è solo Vegeta che ha subito una trasformazione in primate, mentre Baby essendo un parassita al suo interno rimane immutato. In questa forma Baby è in grado di utilizzare altre due tecniche: il Super Cannone Galick, un Cannone Galick gigante, e la Fiammata gigante che emette dalla bocca. A queste, si aggiunge un'ulteriore versione più potente della Sfera letale della vendetta che crea anche senza raccogliere l'energia dei suoi sudditi.

### Stadio finale
La forma definitiva di Baby raggiunta dopo lo scontro con Goku Super Saiyan IV e dopo essere fuggito dal corpo di Vegeta. A causa della trasformazione in Scimmione, anche il corpo di Baby si è ingrandito. In questa forma l'aspetto è simile a quello che assume nei panni di Vegeta al secondo stadio di potenza, divenendo alto come un essere umano adulto e dalla corporatura più massiccia.

### Baby Janemba
Questo stadio non appare nell'anime ma solo nel videogioco Dragon Ball Heroes e nella sua versione manga, Dragon Ball Heroes: Victory Mission. Baby si può trasformare in questa forma dopo aver assorbito Super Janemba. In questa forma il corpo di Janemba non ha molte somiglianze con Baby, solo la stessa divisa del secondo stadio di potenza di Baby Vegeta e gli occhi che diventano blu.

### Baby Hatchiyach
Anche questo stadio appare solamente nel videogioco Dragon Ball Heroes. Baby assume questa nuova trasformazione dopo aver assorbito Hatchiyach, un potentissimo guerriero che appare nel secondo ed inedito OAV di Dragon Ball uscito nel 2010: Dragon Ball: Piano per lo sterminio dei Super Saiyan. Il corpo di Hatchiyach assume le tipiche sporgenze ossee di Baby e un incredibile aumento di potenza.
Super Baby Trunks
Anche questo stadio appare solamente nel gioco Dragon Ball Heroes. Baby assume questa forma dopo aver assorbito Trunks ed essersi trasformato in Super Saiyan. Egli assume le caratteristiche di Super Baby Vegeta 1, ovvero due lunghe sporgenze ossee gialle e rosse, occhi blu, capelli di Trunks Super Saiyan bianchi, e linee rosse sugli occhi.

## Doppiaggio
Baby è doppiato in Giappone da Yusuke Numata, voce anche dei Saibaiman nell'edizione giapponese, mentre in Italia da Luca Sandri, doppiatore tra l'altro anche dei personaggi di Jeeth, Turles e Broly in Dragon Ball Z.

## Accoglienza
Baby ha avuto moltissime recensioni positive da parte di riviste di manga e anime, e ha raggiunto posizioni molto alte in diversi sondaggi di popolarità. Per molti critici e appassionati, Baby è stato definito uno dei personaggi più forti dell'intera serie, oltre che uno dei pochi antagonisti ad aver appassionato i telespettatori dell'anime Dragon Ball GT.
Ad'esempio, sul sito TheTopTens.com, Baby si è classificato 11º nella classifica dei più forti personaggi di Dragon Ball e 14° nella classifica dei miglior antagonisti della serie. Il sito Entertainment Bliss ha classificato Baby al quarto posto tra i maggiori antagonisti della serie, mentre il sito otakusandgeeks.com lo ha classificato quinto.
Sono state messe in commercio numerose linee di action figure, peluche e portachiavi dedicate al personaggio. Il personaggio, inoltre, compare in quasi tutti i videogiochi dedicati alla serie. Baby, nonostante rimanga uno degli antagonisti più famosi della serie GT, non compare in nessuno dei film di Dragon Ball, ma viene solo menzionato nello special TV conclusivo della serie, Dragon Ball GT: L'ultima battaglia.